# Olga Markova
Pour les articles homonymes, voir Markova.
Olga Dmitrievna Markova (en russe : Ольга Дмитриевна Маркова ; née le 22 janvier 1974 à Leningrad en Russie), est une patineuse artistique russe. Elle a été championne de Russie en 1994, et vice-championne d'Europe en 1995.

## Biographie

### Carrière sportive
Olga Markova est montée quatre fois sur le podium des championnats de Russie dont une fois sur la plus haute marche pour le titre de l'année 1994 qu'elle conquiert le 27 décembre 1993. Au niveau international, elle a obtenu deux médailles européennes: le bronze aux championnats d'Europe 1994 à Copenhague, puis l'argent aux championnats d'Europe 1995 à Dortmund. Elle réalise sa meilleure performance mondiale lors des championnats du monde 1995 à Birmingham en se classant cinquième. Elle ne représentera jamais son pays aux jeux olympiques d'hiver.

### Reconversion
En 1998, elle quitte le patinage amateur pour devenir patineuse professionnelle. En avril 1998, elle obtient une médaille d'argent aux championnats du monde professionnel de patinage artistique à Jaca en Espagne. Markova a été entraîneur et chorégraphié pour Kristina Oblasova et les entraîneurs de Adrian Alvarado.
Après une carrière de patineuse professionnelle, Olga Markova travaille maintenant en tant qu'entraîneur et chorégraphe. Elle a entraîné entre autres la russe Kristina Oblasova qui a été championne du monde junior en 2001, le kazakh Abzal Rakimgaliev et le mexicain Adrian Alvarado. Elle est aussi un spécialiste technique de l'ISU pour la Russie.

## Palmarès
| Compétition/Saison              | 1991    | 1992    | 1993    | 1994    | 1995    | 1996    | 1997    | 1998    |  |  |  |  |  |  |
| Jeux olympiques d'hiver         |         |         |         |         |         |         |         |         |  |  |  |  |  |  |
| Championnats du monde           |         |         |         | 10e     | 5e      |         | 12e     |         |  |  |  |  |  |  |
| Championnats d'Europe           |         |         | 12e     | 3e      | 2e      | 11e     | 8e      |         |  |  |  |  |  |  |
| Championnats d'Union soviétique |         | 4e      |         |         |         |         |         |         |  |  |  |  |  |  |
| Championnats de Russie          |         |         | 4e      | 1re     | 2e      | 3e      | 2e      | 9e      |  |  |  |  |  |  |
|                                 |         |         |         |         |         |         |         |         |  |  |  |  |  |  |
| Grand Prix ISU                  | 1990/91 | 1991/92 | 1992/93 | 1993/94 | 1994/95 | 1995/96 | 1996/97 | 1997/98 |  |  |  |  |  |  |
| Finale du Grand Prix            |         |         |         |         |         | 6e      | 5e      |         |  |  |  |  |  |  |
| Skate America                   | 7e      |         |         |         |         |         |         |         |  |  |  |  |  |  |
| Skate Canada                    |         |         |         | 2e      |         | 4e      |         | 6e      |  |  |  |  |  |  |
| Coupe d'Allemagne               |         |         |         |         |         |         | 4e      |         |  |  |  |  |  |  |
| Trophée de France               |         |         | 4e      |         |         |         |         |         |  |  |  |  |  |  |
| Coupe de Russie                 |         |         |         |         |         |         | 3e      | 3e      |  |  |  |  |  |  |
| Trophée NHK                     |         |         | 7e      |         | 5e      | 3e      |         |         |  |  |  |  |  |  |
| Légende : A= Abandon            |         |         |         |         |         |         |         |         |  |  |  |  |  |  |